# Natalya Sadova
Natalya Ivanovna Sadova (em russo:  Наталья Ивановна Садова), née: Koptyukh; Gorky, 15 de julho de 1972) é uma atleta e campeã olímpica russa, especializada no lançamento de disco.
Competiu pela primeira nos Jogos Olímpicos em Atlanta 1996 onde conquistou a medalha de prata. Em Sydney 2000 ficou em 4º lugar na prova. No ano seguinte, Sadova ganhou a medalha de ouro no Campeonato Mundial de Atletismo de 2001 em Edmonton, no Canadá, mas a teve retirada depois de testar positivo para cafeína. Mais tarde, ela foi inocentada da intenção de dopagem e isenta de suspensão, recebendo apenas uma advertência pública, apesar de perder a medalha.
Em 2004, Sadova tornou-se campeã olímpica do disco nos Jogos Olímpicos de Atenas com a marca de 67,02 m. Em 2005, conquistou a prata no Mundial de Helsinque 2005. Em 2006, porém, ela testou positivo para esteróides anabolizantes e foi banida do esporte por dois anos. Voltou em 2008 a tempo de participar de Pequim 2008, onde não conseguiu classificação para a final.